# Lou Macari
Luigi "Lou" Macari (født 7. juni 1949 i Largs, Skotland) er en tidligere skotsk fodboldspiller (midtbane) og manager.
Macari startede sin seniorkarriere i Glasgow-storklubben Celtic, hvor han var tilknyttet frem til 1973. Her var han med til at vinde hele fem skotske mesterskaber i træk. Herefter blev han solgt til Manchester United i England for en pris på 200.000 britiske pund, og scorede for United i sin debutkamp mod Leeds.
De følgende 11 sæsoner var Macari tilknyttet Manchester United, og spillede i perioden over 300 ligakampe for klubben. Han var en enkelt gang med til at vinde FA Cuppen med klubben. Han sluttede karrieren af med to sæsoner hos Swindon.
Macari spillede desuden 24 kampe og scorede fem mål for det skotske landshold. Hans første landskamp var et opgør mod Wales 24. maj 1972, hans sidste en VM 1978-kamp 7. juni 1978 mod Iran. Han repræsenterede sit land ved VM i 1978 i Argentina og spillede to kampe i turneringen, heriblandt det førnævnte opgør mod Iran.
Efter at have afsluttet sin aktive karriere fungerede Macari i en årrække som manager. Han var en enkelt sæson tilknyttet sin gamle klub som aktiv, Celtic, men stod ellers mest i spidsen for mindre engelske klubber. Blandt andet var han af to omgange manager hos Stoke og var også ansvarshavende hos blandt andet West Ham og Huddersfield.

## Titler
Skotsk mesterskab
- 1969, 1970, 1971, 1972 og 1973 med Celtic

Skotsk FA Cup
- 1971 og 1972 med Celtic

Engelsk FA Cup
- 1977 med Manchester United